# موجارة صغيرة العيون
موجارة صغيرة العيون (الاسم العلمي: Gerres microphthalmus) (بالإنجليزية: Small-eyed whipfin mojarra)‏ هي نوع من الأسماك تتبع جنس الموجارة من فصيلة الموجارات.